# Мушкатовка
Мушкатовка (укр. Мушкатівка) — село в Борщёвской городской общине Чортковского района Тернопольской области Украины.
До 2020 года входило в Борщёвский район.
Код КОАТУУ — 6120884901. Население по переписи 2001 года составляло 1166 человек.

## Географическое положение
Село Мушкатовка находится на правом берегу реки Цыганка,
выше по течению на расстоянии в 4 км расположено село Цыганы,
ниже по течению примыкает село Слободка-Мушкатовская.
На расстоянии в 3 км расположен город Борщёв.
Рядом проходит автомобильная дорога Р-24.

## История
- 1530 год — первое упоминание о селе.

## Объекты социальной сферы
- Школа I—II ст.
- Дом культуры.
- Фельдшерско-акушерский пункт.